# Lydia Cacho
Lydia Cacho (Ciutat de Mèxic, 1963) és periodista i escriptora, coneguda pel seu activisme com a defensora dels drets humans. Ha investigat i denunciat el tràfic de persones i l'explotació sexual de dones, nens i nenes a Mèxic i a l'estranger. Per aquest treball de denúncia, que ha implicat a representants de la classe política mexicana, Lydia Cacho ha estat torturada i empresonada, i ha rebut amenaces de mort. Li han atorgat nombrosos premis i distincions, entre els quals el Premi Olof Palme 2011, el Premi Mundial UNESCO Guillermo Cano de Llibertat de Premsa, el Premi Human Rights Watch, el Premi Casa Amèrica Catalunya a la Llibertat d'Expressió i el Premi de la Unió de Periodistes de València. L'any 2000 va fundar, en companyia d'altres persones, el Centre Integral d'Atenció a les Dones (CIAM Cancún), especialitzat en l'atenció a dones, nens i nenes víctimes de violència domèstica i sexual. És columnista política de La voz del Caribe, directora editorial de la revista i el programa de televisió Esta boca es mía. Apuntes de equidad y género, i especialista en temes de violència i gènere de l'Agència de les Nacions Unides per a la Dona (UNIFEM). Ha escrit diversos llibres, entre els quals Esclavas del poder: un viaje al corazón de la trata sexual de mujeres y niñas en el mundo (Debate, 2011), Los demonios del Edén. El poder que protege la pornografía infantil (Debolsillo, 2010) i Memorias de una infamia (Debate, 2008).